# Maoridrilus plumbeus
Maoridrilus plumbeus är en ringmaskart som först beskrevs av Frank Evers Beddard 1895.  Maoridrilus plumbeus ingår i släktet Maoridrilus och familjen Acanthodrilidae. Inga underarter finns listade i Catalogue of Life.